# Nyridela acroxantha
Nyridela acroxantha là một loài bướm đêm thuộc phân họ Arctiinae, họ Erebidae.